# Листяні ліси Хоккайдо
Листяні ліси Хоккайдо (ідентифікатор WWF: PA0423) — палеарктичний екорегіон помірних широколистяних та мішаних лісів, розташований на півночі Японії. 

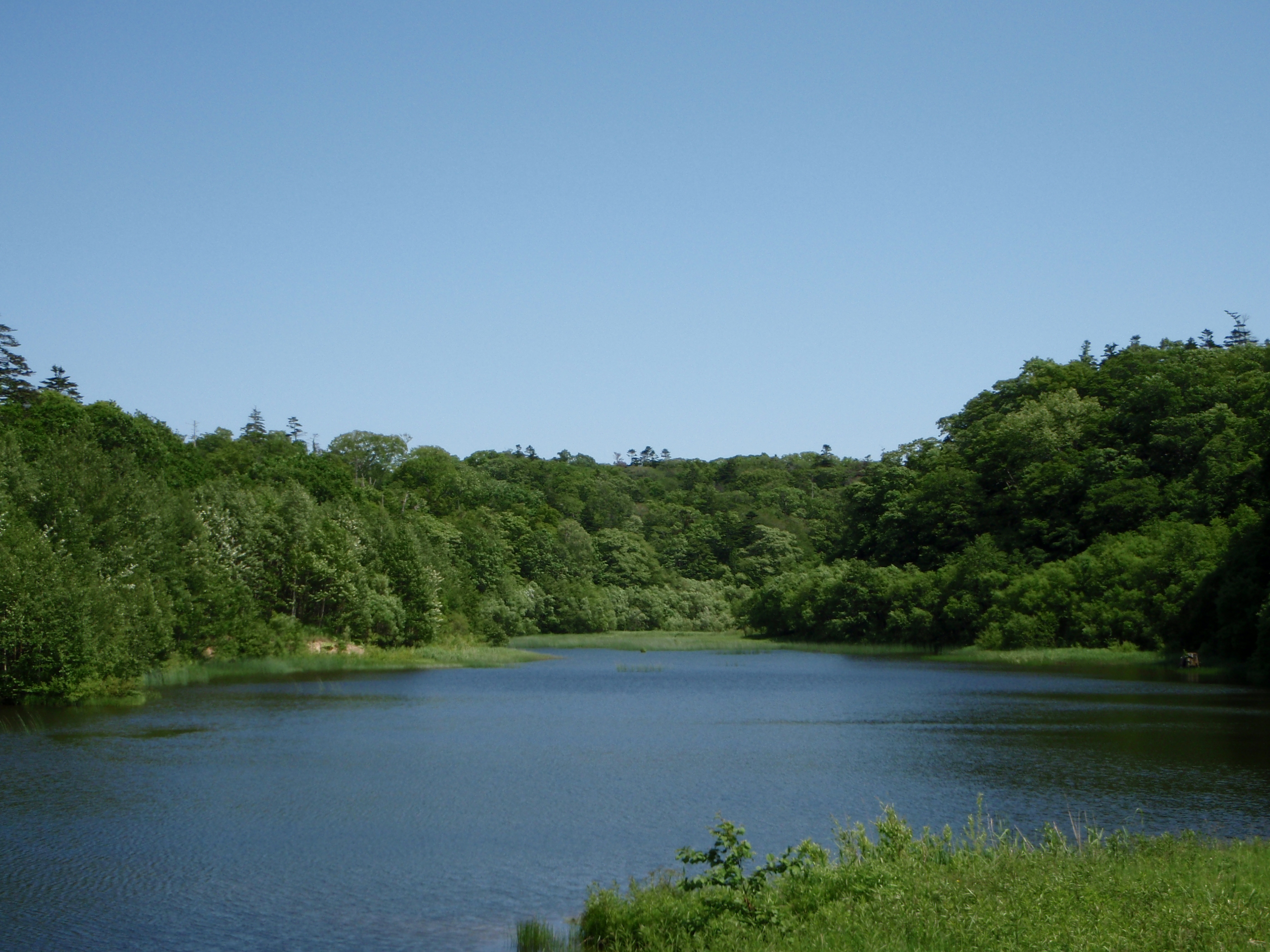
Ліс в Природному парку Природний парк Ноппоро

## Географія
Екорегіон листяних лісів Хоккайдо охоплює рівнинні райони острова Хоккайдо, найпівнічнішого в Японському архіпелазі. Зокрема, він охоплює північно-східне узбережжя острова, яке омивається водами Охотського моря, рівнину Ішікарі в центральній частині острова, де протікає річка Ішікарі та розташована столиця регіону Саппоро, а також рівнину Токачі на південному сході острова, сформовану алювіальними відкладами річки Токачі. Рельєф регіону представлений низовинами, по яким розкидані невисокі пагорби. Екорегіон листяних лісів Хоккайдо оточує екорегіон гірських хвойних лісів Хоккайдо, розташований в горах острова.

## Клімат
На більшій частині екорегіону переважає вологий континентальний або гемібореальний клімат (Dfb або Dfa за класифікацією кліматів Кеппена), який характеризується м'яким, прохолодним літом та холодною і сніжною зимою. Середньорічна температура становить 5,2 °C, середньомісячна температура коливається від -11,6 °C до 21,9 °C. Середньорічна кількість опадів становить 1150 мм. Взимку трапляються сильні снігопади і снігові бурі, а глибина снігового покриву може перевищувати 1 м.

## Флора і фауна
Основними лісовими угрупованнями екорегіону є рівнинні листяні ліси. Вони становлять перехідну зону між помірними лісами, поширеними південніше, та субарктичними лісами, поширеними північніше. Основу лісів екорегіону складають монгольські дуби (Quercus mongolica), дрібнолисті клени (Acer pictum subsp. mono), японські липи (Tilia japonica), японські в'язи (Ulmus davidiana var. japonica) та маньчжурські ясени (Fraxinus mandschurica). В підліску переважає саса (Sasa), різновид карликових бамбуків.
В межах екорегіону зустрічається близько 37 видів ссавців. Серед поширених в екорегіоні ссавців слід відзначити хоккайдського оленя (Cervus nippon yesoensis), хоккайдську лисицю (Vulpes vulpes schrencki), хоккайдського єнота (Nyctereutes viverrinus albus), хоккайдського горностая (Mustela erminea orientalis), малу ласицю (Mustela nivalis), хоккайдського білого зайця (Lepus timidus ainu), хоккайдського бурундука (Tamias sibiricus lineatus), хоккайдську політуху (Pteromys volans orii), хоккайдську білку (Sciurus vulgaris orientis), сіро-руду норицю (Myodes rufocanus), корейського житника (Apodemus peninsulae) та японську білозубку (Crocidura dsinezumi). Найбільшим ссавцем екорегіону є уссурійський бурий ведмідь (Ursus arctos lasiotus). Хоккайдо є єдиним місцем в Японії, де мешкають ці ведмеді. Раніше в екорегіоні також зустрічалися хоккайдські вовки (Canis lupus hattai), однак наразі вони повністю вимерли.
В межах екорегіону зустрічається близько 200 видів птахів. Серед поширених в екорегіоні птахів слід відзначити білоплечого орлана (Haliaeetus pelagicus), орлана-білохвоста (Haliaeetus albicilla), великого креха (Mergus merganser), топорика (Fratercula cirrhata), трипалого дятла (Picoides tridactylus), болотяну гаїчку (Poecile palustris hensoni) та лісового орябка (Tetrastes bonasia vicinitas). В лісах регіону гніздяться сині соловейки (Larvivora cyane) та червоногорлі соловейки (Calliope calliope), а в прибережних районах — охотські чистуни (Cepphus carbo). Також на Хоккайдо мешкають дуже рідкісні японські журавлі (Grus japonensis), далекосхідні пугачі (Ketupa blakistoni) та лучні вівсянки (Emberiza aureola).

## Збереження
Оцінка 2017 року показала, що 4 % екорегіону є заповідними територіями. Природоохоронні території включають Національний парк Сікоцу-Тоя та Природний парк Ноппоро.